# Kraśna (rejon brzostowicki)
Kraśna, Krasna (biał. Краснае; ros. Красное) – wieś na Białorusi, w obwodzie grodzieńskim, w rejonie brzostowickim, w sielsowiecie Pograniczny.
Dawniej wieś i majątek ziemski. Znajdowała się tu rzymskokatolicka kaplica filialna należąca do parafii Trójcy Przenajświętszej w Świsłoczy, która istniała co najmniej od XIX w. Zlikwidowana została po 1939.
W dwudziestoleciu międzywojennym wieś leżała w Polsce, w województwie białostockim, w powiecie wołkowyskim.